# Sylvie Caster
 (juillet 2015).
Si vous disposez d'ouvrages ou d'articles de référence ou si vous connaissez des sites web de qualité traitant du thème abordé ici, merci de compléter l'article en donnant les références utiles à sa vérifiabilité et en les liant à la section « Notes et références ».
Pour les articles homonymes, voir Caster.
Sylvie Caster, née en 1952 à Arcachon (Gironde), est une journaliste et femme de lettres française.

## Biographie
Après des études de journalisme et de sciences politiques à Bordeaux, Sylvie Caster publie de nombreuses chroniques notamment dans Charlie Hebdo de 1976 à 1981 au temps de Cavanna, Wolinski et Reiser, puis au Canard enchaîné.
Elle entre au Canard en 1983. Elle y anime une rubrique pendant 13 ans, « Calamity Caster », où elle prend énergiquement position dans toute une série de débats de société. C'est la première femme rédactrice au Canard enchaîné depuis 1920. L'arrivée de cette forte personnalité ne passa pas inaperçue au journal qui, par tradition, s'accompagne dans les textes et aussi les dessins, d'une misogynie souriante mais bien réelle. Elle reçoit le prix Mumm en 1994.
Depuis sa création en 2008, elle collabore régulièrement à la revue XXI, où elle trace un portrait inédit de la France d'aujourd'hui[réf. nécessaire].
Elle est l'auteur, entre autres, de cinq romans dont Les Chênes verts et Dormir.

## Œuvres
- Les Chênes verts, éd. Trévise-BFB, 1980. Rééd. LGF, 1982
- La France fout la camp, recueil de chroniques parues dans Charlie Hebdo, éd. Trévise-BFB, 1982
- Nel est mort, éd. Bernard Barrault, 1985. Rééd. LGF, 1986
- Bel-Air, Grasset, 1991. Rééd. LGF, 1993. Prix populiste et Prix des bouquinistes
- HB, la bombe humaine, Arléa, 1994
- La Petite Sibérie, Grasset, 1995. Rééd. LGF, 1997
- Dormir, Pauvert, 2002, Prix Jean-Freustié 2003
- Ici-bas, coédition Les Arènes-XXI, 2010
- L'homme océan, éditions le Seuil, 2015, collection « Raconter la vie »[1],[4]

Prix Anna-de-Noailles de l’Académie française 2016
- 13 Novembre - Chroniques d'un procès, Les Échappés, 2022